# Campeonato Europeo de Boxeo Aficionado de 2008
El XXXVII Campeonato Europeo de Boxeo Aficionado se celebró en Liverpool (Reino Unido) entre el 5 y el 15 de noviembre de 2008 bajo la organización de la Confederación Europea de Boxeo (EUBC) y la Federación Británica de Boxeo Aficionado.

## Medallero
| Núm. | País                 | Oro | Plata | Bronce | Total |
| ---- | -------------------- | --- | ----- | ------ | ----- |
| 1    | Ucrania              | 4   | 0     | 1      | 5     |
| 2    | Rusia                | 2   | 3     | 0      | 5     |
| 3    | Armenia              | 2   | 1     | 0      | 3     |
| 4    | Bielorrusia          | 1   | 2     | 0      | 3     |
| 5    | Bulgaria             | 1   | 1     | 0      | 2     |
| 6    | Inglaterra           | 1   | 0     | 0      | 1     |
| 7    | Hungría              | 0   | 1     | 3      | 4     |
| 8    | Alemania             | 0   | 1     | 2      | 3     |
| 9    | Suecia               | 0   | 1     | 1      | 2     |
| 10   | España               | 0   | 1     | 0      | 1     |
| 11   | Irlanda              | 0   | 0     | 3      | 3     |
| 12   | Francia              | 0   | 0     | 2      | 2     |
| 12   | Moldavia             | 0   | 0     | 2      | 2     |
| 12   | Turquía              | 0   | 0     | 2      | 2     |
| 15   | Bosnia y Herzegovina | 0   | 0     | 1      | 1     |
| 15   | Gales                | 0   | 0     | 1      | 1     |
| 15   | Letonia              | 0   | 0     | 1      | 1     |
| 15   | Macedonia            | 0   | 0     | 1      | 1     |
| 15   | Polonia              | 0   | 0     | 1      | 1     |
| 15   | Rumania              | 0   | 0     | 1      | 1     |
|      | TOTAL                | 11  | 11    | 22     | 44    |